# The Remote Part
The Remote Part è il terzo album in studio del gruppo musicale rock scozzese Idlewild, pubblicato nel 2002.

## Tracce
Tutti i brani sono stati composti dagli Idlewild, tranne dove indicato.
1. You Held the World in Your Arms – 3:21
2. A Modern Way of Letting Go – 2:23
3. American English – 4:34
4. I Never Wanted (Idlewild/Jeremy Mills/Allan Stewart) – 3:55
5. (I Am) What I Am Not – 2:43
6. Live in a Hiding Place – 3:16
7. Out of Routine – 3:09
8. Century After Century – 4:01
9. Tell Me Ten Words – 3:46
10. Stay the Same – 3:11
11. In Remote Part/Scottish Fiction (Idlewild/Edwin Morgan) – 3:55

## Formazione
Gruppo
- Roddy Woomble - voce
- Rod Jones - chitarra, voce
- Bob Fairfoull - basso
- Colin Newton - batteria

Altri musicisti
- Jeremy Mills - piano (11)
- Allan Stewart - chitarra (11)